# Xain'd Sleena
Xain'd Sleena, spesso noto come Soldier of Light, è un videogioco arcade sparatutto e in parte a piattaforme, a scorrimento orizzontale e a tratti anche verticale, pubblicato dalla Technos Japan Corporation nel 1986. Il giocatore controlla un soldato fantascientifico con tuta a razzi e in alcune sequenze un'astronave.
Nel Regno Unito venne prodotto su licenza dalla Taito con il titolo Soldier of Light sul cabinato, pur mantenendo il nome Xain'd Sleena a video. In Nordamerica venne prodotto dalla Memetron con il titolo Solar-Warrior (a video) o Solar Warrior (sul cabinato). Nel 1988-1989 venne convertito per molti home computer, sempre con il titolo Soldier of Light, e pubblicato principalmente dalla ACE, un'etichetta dell'editrice britannica Softek International.

## Trama
L'arcade vede come eroe il guerriero spaziale Xain, impegnato a contrastare l'invasione dell'impero alieno dei Dristarg (nome che viene esplicitato solo nel finale), i quali hanno conquistato quattro pianeti più un satellite di un quinto, edificando poi su ognuno di essi una base militare: Xain dovrà dunque recarsi con una navicella sui cinque corpi celesti, dotati di aspetto molto differente (lunare, tropicale, desertico, subacqueo, vulcanico), per espugnarli.
In Xain'd Sleena e nelle conversioni per computer i pianeti hanno nomi di fantasia, mentre nelle versioni arcade statunitense e britannica sono pianeti del sistema solare.
Xain ogni volta scende dalla navicella per intraprendere quindi un lungo cammino a piedi, durante il quale gli si opporranno i vari nemici comuni, fino a misurarsi col boss di turno. Dopo aver eliminato un singolo boss, Xain distrugge la base relativa con una bomba a tempo, provvedendo a risalire subito sulla navicella per non rimanere ucciso nell'esplosione. Nel lasciare ognuno dei corpi celesti, l'apparecchio di Xain si troverà sempre a dover sostenere una battaglia nello spazio contro le astronavi nemiche. Dopo il quinto scontro con i velivoli spaziali, appare la fortezza mobile dell'impero, teatro della battaglia finale, dove sono presenti, redivivi, anche i boss delle precedenti missioni. Una volta trovato il nucleo della fortezza, Xain vi piazzerà un esplosivo per provocarne la distruzione: i nemici che incrocerà dopo, tra cui l'imperatore (ultimo in assoluto ad apparire), tentano quindi gli estremi attacchi contro l'eroe, che dovrà lasciarsi alle spalle gli inseguitori per poter raggiungere la navicella prima che scada il conto alla rovescia e mettersi così in salvo. Nell'immagine conclusiva del gioco viene mostrata l'esplosione della fortezza, mentre la navicella di Xain si è già notevolmente allontanata.
Nelle conversioni per computer i pianeti sono ridotti a tre (lunare, giungla, deserto), e nelle versioni a 8 bit non è presente neppure la fortezza mobile.

## Modalità di gioco
La visuale è sempre bidimensionale di lato e il giocatore usa un joystick per effettuare sia gli spostamenti di Xain sia quelli della navicella (i primi però solo in direzione laterale), e due tasti. Durante le fasi a piedi, nelle quali il gioco si configura come platform, il giocatore spara col primo dei due tasti: l'eroe è armato di fucile laser e fa fuoco in orizzontale, anche inginocchiato o prono a terra. Un aiuto notevole è offerto da quattro differenti power-up, rilasciati da specifici nemici dopo la loro uccisione; ognuno di essi sostituisce lo sparo semplice con una tecnica potenziata, e si potrà quindi ottenere uno sparo con proiettili fotonici in due direzioni, un laser triplo, un super laser oppure uno sparo accompagnato da granate. L'altro tasto (o la direzione in alto sui computer) fa in modo che Xain compia salti potenziati dai razzi della tuta, di varia ampiezza e traiettoria regolabile.
Nelle battaglie spaziali la navicella può volare in tutte le direzioni, rimanendo tuttavia sempre orientata verso destra. Nella versione arcade il giocatore qui usa entrambi i tasti per sparare, ma alternativamente: uno dei due fa emettere proiettili lunghi e rapidi, mentre l'altro sprigiona un attacco "a ventaglio", ma più lento.
Ogni pianeta è caratterizzato dalla presenza di nemici comuni vari (alcuni dei quali indistruttibili) e da un boss; su alcuni pianeti vi sono anche miniboss. Lungo i percorsi bisognerà inoltre evitare diversi ostacoli naturali. Le vite a disposizione sono limitate, ma aumentabili al raggiungimento di determinati punteggi. Nelle battaglie spaziali la navicella di Xain non dovrà mai farsi colpire dai proiettili dei nemici né entrare in collisione con essi, pena la perdita immediata di una vita. Durante gli scontri a piedi, invece, Xain ha una barra di energia vitale, che cala a ogni colpo ricevuto, tuttavia l'eroe potrà andar incontro a morte istantanea in determinate circostanze, ad esempio se finisce nei precipizi o viene colpito da certi tipi di nemici. Il giocatore perde altresì direttamente la vita se non riesce a raggiungere i boss delle prime cinque missioni entro un tempo stabilito, oppure se non attua la fuga dopo aver piazzato le bombe sulle installazioni nemiche. Ogni missione presenta diversi checkpoint: se dunque si muore durante lo scontro con un boss o con un miniboss, bisognerà affrontarlo nuovamente come se non fosse mai stato colpito. Nella missione finale non è necessario uccidere l'imperatore e gli altri boss. 
Il gioco non impone un ordine per le missioni sui corpi celesti, lasciando quindi ogni volta la scelta al giocatore. Fanno eccezione la versione Solar Warrior, dove l'ordine è casuale, e le conversioni Amstrad, MSX e Spectrum, dove l'ordine è fisso.